# Multipol
Ein Multipol ist in der Physik eine beliebige räumliche Anordnung von (elektrischen oder anderen) diskreten Ladungen oder, im magnetischen Fall, von Dipolen. Durch eine Multipolentwicklung kann ein Potentialfeld durch Punktladungen angenähert werden.
Wichtige Spezialfälle sind:
- Monopol (eine Ladung)
- Dipol (zwei Ladungen)
- Quadrupol (vier Ladungen).

Allgemeiner betrachtet man in der Physik die sphärische Multipolentwicklung von Feldern nach Kugelflächenfunktionen {\displaystyle Y_{lm}} und die zugehörigen Multipolmomente {\displaystyle q_{lm}}. Dann entspricht {\displaystyle l}=0 dem Monopol, {\displaystyle l}=1 dem Dipol, {\displaystyle l}=2 dem Quadrupol, {\displaystyle l}=3 dem Oktupol usw.
In der Pneumatik, etwa bei Ventilinseln, wird die gemeinsame Ansteuerung mehrerer Ventile als Multipol bezeichnet.